# Joseph Jenckes (governatore)
Joseph Jenckes (Lynn, 1656 – Pawtucket, 15 giugno 1740) è stato un politico statunitense fu governatore coloniale di Rhode Island.

## Biografia
Jenckes era il figlio secondogenito di Joseph Jenckes e di Esther Ballard che vivevano a Lynn, nel Massachusetts prima di giungere a Rhode Island nel 1669. Suo padre, figlio del primo Joseph Jenckes, lavorava in un mulino da sega a Warwick ma poco dopo is trasferì a Providence Il giovane Joseph divenne massone nel 1681 a Providence e dieci anni dopo iniziò la propria carriera pubblica. Dal 1707 al 1712 venne assegnato come sindaco delle città di Providence e di Warwick e nel 1711 combatté la Guerra di Re Filippo col grado di maggiore, al comando della milizia locale., e per quattro di quegli anni fu anche Speaker alla Camera dei Deputati. Nel 1715 venne eletto vicegovernatore della colonia di Rhode Island e mantenne tale posizione sino al 1727 quando venne infine eletto governatore, mantenendo l'incarico per il termine di cinque anni.
Durante gli anni di governatorato di Jenckes, uno dei principali fatti fu la contesa con la vicina Colonia del Connecticut al punto che venne costretto a recarsi in Inghilterra con Richard Partridge per chiedere l'intervento del governo della madrepatria nella questione. Infatti il Connecticut si rifiutava di riconoscere e rispettare i confini tra le due colonie che a suo tempo erano stati decisi di comune accordo da commissari di entrambe le colonie che si erano incontrati a Stonington nel 1703. Il governo inglese diede soddisfazione a Kenckes. Diversi anni più tardi, nel 1726, Jenckes fu uno dei quattro commissari di Rhode Island con incontrarono nuovamente i commissari del Connecticut per ridefinire più adeguatamente i confini tra le due colonie. L'anno successivo si premurò personalmente di scrivere a re Giorgio II ringraziandolo per la protezione accordata alla sua colonia durante i trattati con la colonia vicina.
Jenckes morì nel 1740, "a causa di un'insanità di mente" e suo figlio Nathaniel venne nominato amministratore della sua eredità. Venne sepolto al cimitero di Pawtucket ma attualmente non vi sono tracce della tomba dopo il rifacimento del camposanto stesso.

## Matrimoni e figli
La prima moglie di Jenckes, Martha (figlia di John Brown e di Mary Holmes) diede alla luce nove figli. Dopo la sua morte, Jenckes si risposò nel 1727 con Alice Dexter, vedova di John Dexter, figlio a sua volta di Gregory Dexter, già presidente di Providence e Warwick
Ebbe i seguenti figli:
- Joseph Jenckes
- Obadiah Jenckes (1684 - 26 settembre 1758), sposò in prime nozze Alice Eddy il 21 maggio 1713 a Glouchester, Rhode Island. In seconde nozze sposò Anna Blake.
- Catharine Jenckes (n. 1694)
- Nathaniel Jenckes
- Martha Jenckes
- Lydia Jenckes
- John Jenckes
- Mary Jenckes
- Esther Jenckes